# ادوارد زلر
ادوارد گوتلوب زلّر (به آلمانی: Eduard Gottlob Zeller متولد ۲۲ ژانویه ۱۸۱۴ – درگذشته ۱۹ مارس ۱۹۰۸) فیلسوف، خداشناس پروتستانی آلمانی بود. شهرت وی بیشتر به‌علت یونان باستان به‌خصوص فلسفه پیشاسقراطی بود. وی یکی از افراد مطرح در دوره نوکانتی بود.

## زندگی
ادوارد زلّر در شهر اشتاینهایم آن در مور از ایالت وورتمبرگ به دنیا آمد. وی پسر یکی از مقامات آلمان بود. او به‌شدت تحت‌تأثیر هگل بود. در سال ۱۸۳۶ مدرک دکترای خود را با ارائه پایان‌نامه‌ای براساس قوانین افلاطون دریافت کرد. وی در سال ۱۸۴۷ پروفسور دانشگاه دانشگاه برن شد.

## کتابها
- Platonische Studien 1839
- Die Apostelgeschichte kritisch untersucht 1854
- Entwickelung des Monotheismus bei den Griechen 1862
- Strauss und Renan 1866
- Geschichte der christlichen Kirche 1898
- Geschichte der deutschen Philosophie seit Leibniz 1875
- Staat und Kirche 1873
- Strauss in seinen Leben und Schriften 1874
- Über Bedeutung und Aufgabe der Erkenntnisstheorie 1862
- Über teleologische und mechanische Naturerklärung 1876
- Vorträge und Abhandlungen 1865–84
- Religion und Philosophie bei den Römern 1871
- Philosophische Aufsätze 1887